# 호모 하빌리스
호모 하빌리스(Homo Habilis)는 약 233만년~140만년전 제4기 플라이스토세에 살았던 사람속 화석인류이며, 1962년에서 1964년까지 루이스 리키와 그의 아내 메리 리키에 의해 탄자니아 세렝게티 국립공원의 올두바이 협곡에서 처음 발견되었다. 키는 평균 약 130~160cm였으며 뇌 용량은 약 600~850cc였다.
같은 사람속 중에 가장 사람과 닮지 않았으며(어쩌면 호모 루돌펜시스가 더 안 닮았을지도 모른다.), 호모 하빌리스는 처음으로 석기를 사용했을 것으로 추정되는 오스트랄로피테쿠스 아프리카누스나 오스트랄로피테쿠스 가르히보다 더욱 발전된 석기를 사용한 것으로 보인다. 호모 하빌리스는 다른 종류의 두발로 걷는 생물(파란트로푸스 등)과 같이 산 것으로 보인다.
호모 하빌리스는 일반적으로 호모 에르가스테르나 호모 에렉투스의 조상으로 인정받고 있다.

## 이름
호모 하빌리스는 '손재주 좋은 사람', '손을 쓸 줄 아는 사람', '도구를 사용하는 사람'이라는 뜻이다. 북한에서는 문화어로 '손쓴사람'으로도 부른다.

## 발견 과정
1959년 루이스 리키와 메리 리키는 탄자니아 올두바이 협곡의 호반에서 돌의 윗부분을 단순하게 다듬고 손질한 돌도끼와 사슴, 영양의 뼈를 인위적으로 간 흔적을 발견하였다. 석기의 형태는 50여 종이었는데 루이스 리키와 메리 리키는 당초 그곳에서 발견된 진잔트로푸스가 이 석기들을 사용했으리라 가정했다. 그러나 1959년 올두바이 계곡의 기원전 175만년 경의 지층에서 더 큰 형태의 두개골이 발견되면서 리키 부부는 생각을 바꾸어 보다 큰 두뇌의 인간이 도구를 사용했다고 보았다.
1959년부터 올두바이 조지 계곡의 180~150만년 전 사이의 지층에서 4명의 어린아이의 두개골과 뼈조각이 발견되었다. 발견된 화석들은 신디, 트위기, 조지, 자니의 아이 라는 임시 별명들이 붙여졌는데, 이 화석들은 어린아이의 해골이었는데도 뇌 용량이 500~600cc였다. 440~500cc의 뇌용량을 가진 오스트랄로피테쿠스 아프리카누스와는 다른 인종임을 확신한 루이스 리키는 이 종을 새로운 종의 인류라고 언론에 발표한 뒤, 내셔널 지오그래픽 지에 공식 보고하였다.
리키는 오스트랄로피테쿠스를 발견한 호주의 해부학자 레이먼드 다트와 협의하여 학명을 짓고 이름을 호모 하빌리스라 했다. 손을 쓸 줄 아는 사람, 도구를 사용하는 사람이라는 뜻이다.
그러나 발견된 화석이 어린아이의 화석이었고, 두개골의 생김새는 오스트랄로피테쿠스 아프리카누스와 생김새가 비슷하다 하여 오스트랄로피테쿠스 아프리카누스의 화석이거나 오스트랄로피테쿠스 아프리카누스의 진화된 형태의 변종이라는 비판이 제기되었다. 루이스 리키는 자신의 정당성을 입증하려 했고, 케냐의 나이로비, 쿠비포라 등지에서 여자의 두개골 화석이 발견됐다. 탄자니아의 올두바이 조지 계곡에서는 석기 더미와 함께 20대 청년 남성의 전신과 30대 여성, 노파의 골격화석이 발견되었다.
1972년 케냐의 투르카나 호수(루돌프 호수) 동부의 기원전 250만년 전의 지층에서 루이스의 차남 리처드 리키 등에 의해 완벽한 두개골 화석이 발견, 두개골은 800cc의 용량을 가진 성인 남성의 해골이었다. 이로써 호모 하빌리스가 정당한 인종이라는 것이 밝혀졌고, 루이스 리키는 자신이 발견한 화석이 정식으로 인류로 인정받는 것을 보고 눈을 감았다. 뒤에 투르카나 호수에서 발견된 남자의 화석과 호수 주변에서 발견된 700~800cc의 뇌를 가진 인류는 케냐의 쿠비포라나 탄자니아에서 발견된 500~600cc의 두뇌를 가진 화석보다 둥근 타원형이고, 보다 납작하고 평평한 얼굴을 가진 것이 문제시되어 남녀간의 성별에 의한 차이로 비정되었으나 1986년 발레리 알렉세예프 등은 이들이 다른 인종이라고 주장했다. 1990년대부터는 재검토 결과 리처드 등이 투르카나 호수에서 발견한 남자화석과 다른 화석들은 모두 다른 인종으로 재분류되어 호모 루돌펜시스로 명명되었다.
이후 호모 하빌리스의 화석은 탄자니아의 올두바이 조지 계곡, 케냐의 마공, 에티오피아의 오모 계곡과 하다르, 남아프리카의 슈와르트크란스 등에서 발견되어 리키의 주장에 신빙성이 더해졌다.

## 석기
호모 하빌리스는 최초로 석기를 사용한 인류인 오스트랄로피테쿠스 가르히나 오스트랄로피테쿠스 아프리카누스보다 더욱 발달한 뗀석기(chipped stone implement)를 만들었는데, 아무래도 원시적인 찍개와 비슷한 도구를 사용하였을 것이다. 호모 하빌리스는 다양한 형태의 도구를 만들어 사용했는데, 석기와 동물의 뼈를 이용해서 도구를 만들어 썼다. 이들은 이것으로 직접 사냥을 하기 시작하고 가죽과 뼈를 발라내고, 뼈를 깨트려 먹기 시작하였을 것이다.

## 사회
호모 하빌리스는 침팬지와 오스트랄로피테쿠스 등의 다른 유인원과 영장류들보다 더욱 복잡한 사회 체제와 생각을 가지고 있었다고 한다. 그리고 대체로 육식을 많이 했다고 한다. 루이스 리키 등은 호모 하빌리스가 적극적인 사냥을 시도했다고 가정했으나, 후에 소형 동물을 사냥하거나 죽은 동물의 사체를 청소하는 청소부 역할을 하거나, 다른 동물의 사냥감을 빼앗기도 했던 것으로 확인되고 있다.

## 신체적 특징
다른 사람속하고 다른 점은, 눈에 흰자가 없으며, 땀샘이 발달이 되지 않았다. 그리고 남성과 여성간의 성에 의한 신체 차이가 거의 없었으며, 남녀 비슷한 체구를 갖고 있었다. 여성의 생식기 구조에 대해서는 명확히 밝혀진 바 없으나, 일부 연구에서는 호모 하빌리스의 골반 구조가 현대 인류에 비해 좁아 출산에 어려움이 있었을 가능성을 제기한 바 있다. 팔이 다리보다 길었다. 키는 약 130cm~160cm였으며 뇌용량은 약 600cc~670cc였다.
오스트랄로피테쿠스 아파렌시스를 발견하여 유명해진 도널드 요한슨은 1986년 올두바이 조지에서 10대 후반~20대 초반의 여성 골격을 발견했는데, 팔이 길고 다리가 짧았으며 손가락과 발가락이 굽어 있었다고 했다. 그러나 86년에 그가 발견한 개체군은 다른 지역에서 발견된 호모 하빌리스의 화석들 보다 유난히 작고 팔다리가 굽은 개체군이었다.
2013년 조지아에서 완전한 형태의 두개골이 발견되어 Dmanisi(D4600)와 D2600 두개골들을 분석한 결과 이들의 두개골 용적은 546 세제곱 센티미터로, 호모 하빌리스, 호모 에렉투스등, 다른 호모 화석들과의 연관성이 나타나게 되어 현생 인류까지의 진화를 직접적으로 보여주게 되었다.
또한 KNM-ER 1470 와 KNM-ER 1813를 통해 해당 개체들이 같은 종임을 분석해내었으며, 현대에는 KNM-ER 1813에 해당하는 호모 하빌리스의 두개골을 재구성하는 연구가 진행되기도 했다.

## 기타
이들의 언어사용 여부는 미지수이다. 1980년대 중반에는 시베리아에서 이들이 사용하던 돌도구와 비슷한 형태의 석기들이 발견되었고 연대는 180만년 전이었다. 이 때문에 호모 하빌리스가 아프리카 밖으로 이주했을 것이라는 추론이 제기되었으나 인골 화석이 발견되지 않아 확증은 어렵다.

## 같이 보기
- 호모 루돌펜시스
- 케냔트로푸스 플래티오프스
- 호모 에렉투스
- 호모 에르가스터